# エーディト・ジーモン
エーディト・ジーモン（ Edith Simon 1961年8月24日-) は、オーストリアのウィーン出身の柔道選手。現役時代は66kg級の選手。

## 人物
1980年にニューヨークで初開催された女子の世界選手権ではオーストリアが3つの金メダルを獲得したが、そのうちの1人として19歳で66kg級の初代チャンピオンになった。1982年のヨーロッパ選手権では自身の階級である66kg級のみならず無差別でも優勝を成し遂げて、2階級制覇を達成した。

## 主な戦績
- 1980年 - イギリス国際　優勝
- 1980年 - オーストリア国際　優勝
- 1980年 - 世界選手権　優勝
- 1981年 - ドイツ国際　優勝
- 1981年 - ヨーロッパ選手権　3位
- 1981年 - イギリス国際　優勝
- 1982年 - ドイツ国際　3位
- 1982年 - ヨーロッパ選手権　66kg級　優勝　無差別　優勝